# Фруг (танец)
Фруг или Фраг (англ. Frug, [frʌɡ]) — танец, распространённый в США в 1960-х годах, разновидность твиста. Музыкальный размер 4/4. Исполняется одиночно, в паре в позиции «бок о бок» или группой лиц. Во многом вдохновлён сёрф-роком
В начале 1960-х годов, когда пик «твистовой лихорадки» начал спадать, американские подростки, а следом и молодёжь повзрослее уже не хотели, «ленились» выполнять скручивающие движения в ступнях. Под мелодию твиста они просто ритмично двигали бёдрами. Этот танец получил название «Чикен» (англ. Chicken — цыплёнок). Позже к движению бёдер стали добавлять характерные движения рук. Так появилось сразу несколько пляжных танцев: Ватуси (англ. Watusi), Манки (англ. Monkey), Фруг и его варианты — Сёрф (англ. Surf), Биг-Би (англ. Big Bea) и ряд других. 

В рекламном буклете одной из дискотек сказано: «Фруг полон припадков в стиле Пляски святого Вита и диких раскачивающих движений. И это весело!»
В глазах молодёжи они обладали несомненными преимуществами: инициатива приглашения может исходить как от партнёра, так и от партнёрши, мужчина более не является ведущим, а женщина — ведомой, отсутствуют закрытые замкнутые позиции, в танце могут участвовать сразу несколько человек.
Вероятно, что самым выразительным примером этого танца является продолжительный эпизод «Rich Man’s Frug» в фильме Боба Фосси 1969 года «Милая Чарити», содержащий три сцены «The Aloof», «The Heavyweight» and «The Big Finish» (≈ Надменный, Тяжеловес и Большой финал). Он демонстрирует особый стиль хореографии Боба Фосси, особенно неповторимое авторское использование необычных поз и жестов. Более того, этот номер отразил дальнейшее развитие театральности в хореографии Фосси, его движение в сторону визуального диссонанса, когда каждый танцор, соблюдая общий рисунок, совершал свои собственные оригинальные движения. До настоящего времени эпизод «Rich Man’s Frug» остаётся одним из самых оригинальных и цитируемых на Бродвее.